# Carduelis citrinella
Serinus citrinella là một loài chim trong họ Fringillidae.

## Tham khảo

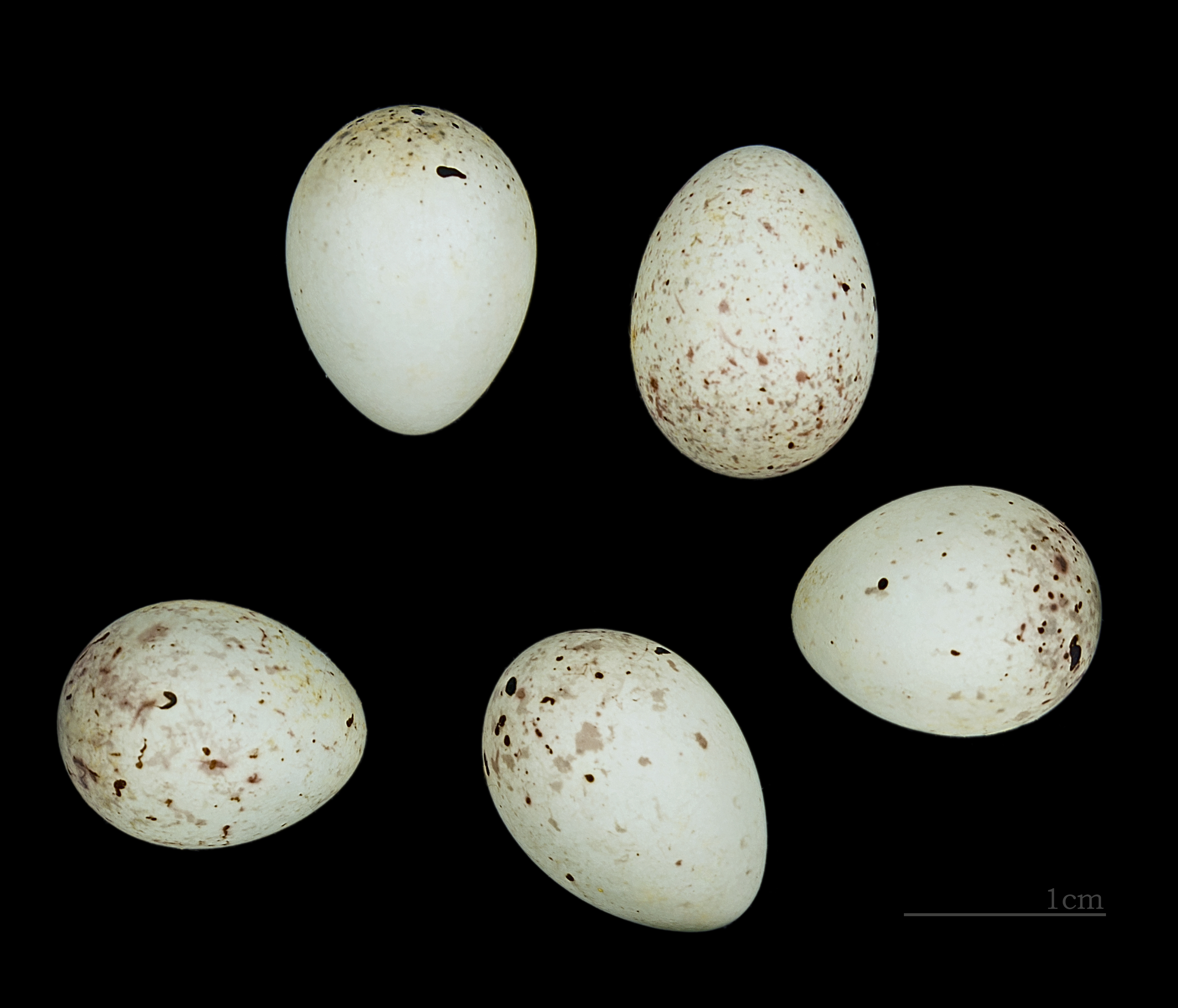
Trứng chim Carduelis citrinella